# Солнит, Ребекка
Ребекка Солнит (англ. Rebecca Solnit; род. 24 июня 1961, Бриджпорт, Коннектикут, США) — американская писательница и активистка, автор ряда публикаций о феминизме, искусстве, культуре, истории, политике и окружающей среде. Наибольшую известность ей принесло эссе «Мужчины учат меня жить», на почве которого зародилось понятие «менсплейнинг».

## Ранние годы
Ребекка Солнит родилась в 1961 году в Бриджпорте, штат Коннектикут. Она стала третьей из четверых детей и единственной дочерью своих родителей. Её отец происходил из семьи восточноевропейских евреев, а мать была уроженкой Нью-Йорка и имела ирландские корни. Родители Солнит придерживались левых взглядов и участвовали в гражданском и антивоенном движениях, выступая против войны во Вьетнаме, — позднее и её младший брат Дэвид занялся активизмом. Солнит выросла в Новато, штат Калифорния, куда семья переехала в 1966 году. По её словам, она была забитым ребёнком и росла в доме, где ненавидели всё женственное и женское, в том числе и сам её пол, а насилие со стороны отца не было редкостью. 
Ребекка рано оставила школу, получила равнозначный школьному аттестату диплом общей эквивалентности и начала посещать занятия в калифорнийском колледже Марин. В 17 лет она уехала учиться в Париж, а вернувшись через год, поступила в Университет штата Калифорния в Сан-Франциско, откуда выпустилась со степенью бакалавра гуманитарных наук. Затем, в 1984 году, Солнит окончила магистратуру по журналистике в Калифорнийском университете в Беркли. Во время учёбы она стажировалась и вела исследования в Музее современного искусства Сан-Франциско, после чего какое-то время работала арт-критиком в местной еженедельной газете.

## Творческая карьера
Начиная с 1988 года Солнит публикуется как независимый автор. Её дебютная книга была плодом тех ранних лет, что она посвятила арт-критике: в ней Солнит рассказала о калифорнийских художниках-авангардистах, не получивших такой широкой известности, какой пользовались их современники-поэты из движения битников. В дальнейшем она стала автором — и соавтором — нескольких книг и каталогов по искусству и американскому Западу 1990-х годов. Её тексты затрагивали самые разные темы: от фотографии Эдварда Мейбриджа и городских пейзажей Сан-Франциско до истории пешей ходьбы и природы политического инакомыслия. В своих работах она рассматривала социальные последствия катастроф, терактов и стихийных бедствий, в частности урагана «Катрина». Её статьи фигурировали в онлайн и печатных изданиях, включая литературный сайт Literary Hub и журнал «Харперс Мэгэзин», где Солнит стала первой женщиной-автором колонки Easy Chair, запущенной в 1951 году. Также она ведёт колонку в газете «Гардиан».
В 2014 году в издательстве Haymarket Books вышла в свет её книга «Мужчины учат меня жить» (дословно c англ. — «Мужчины объясняют мне вещи»), сборник феминистских эссе, главное из которых разбирает феномен «менсплейнинга» и было впервые опубликовано в 2008 году в политическом блоге TomDispatch под тем же названием. Солнит часто приписывают авторство термина «менсплейнинг», и хотя её текст способствовал его появлению, сама она не использовала это слово в своём оригинальном эссе. Книга была переведена на многие языки и стала международным бестселлером. На русском она вышла в 2021 году в издательстве АСТ в переводе Екатерины Луцкой.
Среди писателей, которые повлияли на неё в первую очередь, Солнит выделяет Эдуардо Галеано, Вирджинию Вулф, Субкоманданте Маркоса, Пабло Неруду, Ариэля Дорфмана, Элену Понятовску, Габриэля Гарсиа Маркеса, Генри Дэвида Торо, Джона Бёрджера, Гэри Снайдера, Хорхе Луиса Борхеса и Исака Динесена (один из псевдонимов Карен Бликсен). Её не раз сравнивали с такими авторами, как Джоан Дидион и Сьюзен Зонтаг. Так, по мнению литературного обозревателя «Нью-Йорк таймс» Дуайта Гарнера:

…Ребекка Солнит принадлежит к тому типу неумолимых, необузданных публичных интеллектуалов, которых Америка порождает слишком редко. <…> Письмо Солнит в худшем случае может быть размытым и напыщенным а-ля Джоан Дидион, лишённая краткости и меткого остроумия. Однако в своих лучших проявлениях — а лучшее и худшее в г-же Солнит сосуществует в одной книге, а порой и в одном предложении — она обладает редким даром: способностью превращать акт познания, достижения последовательной точки зрения в захватывающую нравственную драму.
Оригинальный текст (англ.)…Rebecca Solnit is the kind of rugged, off-road public intellectual America doesn’t produce often enough. […] Ms. Solnit’s writing, at its worst, can be dithering and self-serious, Joan Didion without the concision and laser-guided wit. At her best, however — and the best and worst in Ms. Solnit coexist in the same book and sometimes the same sentence — she has a rare gift: the ability to turn the act of cognition, of arriving at a coherent point of view, into compelling moral drama.

## Активизм
С конца 1980-х годов Солнит занимается вопросами защиты окружающей среды и прав человека. В 1988 году с подачи младшего брата она влилась в антиядерное движение и в течение следующих пяти лет ежегодно посещала Невадский испытательный полигон. В начале 1990-х она также боролась за право западных шошонов на собственную землю в пустынях Невады и Калифорнии, а в эпоху Буша-младшего проводила антивоенные кампании, что было отражено в её книгах «Дикие мечты» (Savage Dreams, 1994) и «Надежда во тьме» (Hope in the Dark, 2004). Солнит работает над проблемой изменения климата: она сотрудничала с экологической организацией 350.org, с 1986 года является членом клуба «Сьерра» и по состоянию на 2023 год входит в совет климатической группы Oil Change International. В 2022 году вместе с Тельмой Янг-Лутунатабуа (Thelma Young Lutunatabua) она запустила климатический проект Not Too Late, и в апреле 2023-го под их редакцией вышел одноимённый сборник эссе о климатическом кризисе.
Кроме того, Солнит волнуют вопросы, касающиеся прав женщин, в особенности насилия над женщинами.
В 2010 году журнал Utne Reader включил её в список «25 визионеров, которые меняют наш мир».

### Книги
- Solnit, Rebecca. Secret Exhibition: Six California Artists. — San Francisco: City Lights Bookstore, 1991. — ISBN 9780872862548.
- Solnit, Rebecca. Savage Dreams: A Journey Into the Landscape Wars of the American West. — Berkeley: University of California Press, 1994. — ISBN 9780520957923.
- Solnit, Rebecca. A Book of Migrations: Some Passages in Ireland. — London: Verso Books[англ.], 1997. — ISBN 9781844677085.
- Solnit, Rebecca. Wanderlust: A History of Walking. — New York: Penguin Books, 2000. — ISBN 9780140286014.
- Solnit, Rebecca. Hollow City: The Siege of San Francisco and the Crisis of American Urbanism. — London: Verso Books, 2000. — ISBN 9781859843635.
- Solnit, Rebecca. As Eve Said to the Serpent: On Landscape, Gender, and Art. — Athens: University of Georgia Press[англ.], 2001. — ISBN 9780820324937.
- Solnit, Rebecca. River of Shadows: Eadweard Muybridge and the Technological Wild West[англ.]. — New York: Viking Press, 2004. — ISBN 0142004103.
- Solnit, Rebecca. Hope in the Dark: Untold Histories, Wild Possibilities. — Chicago: Haymarket Books[англ.], 2004. — ISBN 9781608465767.
- Solnit, Rebecca. A Field Guide to Getting Lost. — New York: Viking Press, 2005. — ISBN 9781101118719.
- Klett, Mark; Lundgren, Michael; Solnit, Rebecca. After the Ruins, 1906 and 2006: Rephotographing the San Francisco Earthquake and Fire. — Berkeley: University of California Press, 2006. — ISBN 9780520245563.
- Solnit, Rebecca. Storming the Gates of Paradise: Landscapes for Politics. — Berkeley: University of California Press, 2007. — ISBN 9780520256569.
- Solnit, David; Solnit, Rebecca. The Battle of the Story of the Battle of Seattle. — AK Press, 2009. — ISBN 9781904859635.
- Solnit, Rebecca. A Paradise Built in Hell: The Extraordinary Communities that Arise in Disaster[англ.]. — New York: Penguin Books, 2009. — ISBN 9781101459010.
- Solnit, Rebecca. A California Bestiary. — Berkeley: Heyday Books[англ.], 2010. — ISBN 9781597141253.
- Solnit, Rebecca. Infinite City: A San Francisco Atlas. — Berkeley: University of California Press, 2010. — ISBN 9780520262492.
- Solnit, Rebecca. The Ruins of Memory // Ruins: Documents of Contemporary Art / Dillon, Brian. — London; Cambridge, MA: Whitechapel Gallery[англ.]; MIT Press, 2011. — Vol. 25. — ISBN 9780854881932.
- Solnit, Rebecca. The Faraway Nearby[англ.]. — New York: Penguin Books, 2013. — ISBN 9781101622773.
- Solnit, Rebecca; Snedeker, Rebecca. Unfathomable City: A New Orleans Atlas. — Berkeley: University of California Press, 2013. — ISBN 9780520274044.
- Solnit, Rebecca. Men Explain Things to Me[англ.]. — Chicago: Haymarket Books, 2014. — ISBN 9781608464579.
- Solnit, Rebecca. The Encyclopedia of Trouble and Spaciousness. — San Antonio: Trinity University Press, 2014. — ISBN 9781595341983.
- Solnit, Rebecca. Nonstop Metropolis: A New York City Atlas. — Berkeley: University of California Press, 2016. — ISBN 9780520285958.
- Solnit, Rebecca. The Mother of All Questions: Further Feminisms. — Chicago: Haymarket Books, 2017. — ISBN 9781608467402.
- Solnit, Rebecca. Call Them by Their True Names: American Crises (and Essays). — Chicago: Haymarket Books, 2018. — ISBN 9781608469475.
- Solnit, Rebecca. Drowned River: The Death & Rebirth of Glen Canyon on the Colorado. — Santa Fe: Radius Books, 2018. — ISBN 9781942185253.
- Solnit, Rebecca. Cinderella Liberator. — Chicago: Haymarket Books, 2019. — ISBN 9781608465965.
- Solnit, Rebecca. Whose Story Is This?: Old Conflicts, New Chapters. — Chicago: Haymarket Books, 2019. — ISBN 9781642590180.
- Solnit, Rebecca. Recollections of My Non-existence: A Memoir. — New York: Viking Press, 2020. — ISBN 9780593083338.
- Solnit, Rebecca. Orwell's Roses[англ.]. — New York: Viking Press, 2021. — ISBN 9780593083369.
- Solnit, Rebecca. Waking Beauty. — Chicago: Haymarket Books, 2022. — ISBN 9781642598339.

### Избранные статьи
- Solnit, Rebecca. News From Nowhere: Iceland's Polite Dystopia // Harper's Magazine. — 2008. — October. — ISSN 0017-789X.
- Solnit, Rebecca. Coyote // The New Yorker. — 2014. — 15 December (vol. 90, no. 41). — ISSN 0028-792X.
- Solnit, Rebecca. Strandings // Harper's Magazine. — 2018. — Vol. 336, iss. 2012. — P. 5—7.
- Solnit, Rebecca. When the Hero is the Problem // Literary Hub[англ.]. — 2019. — 2 April.
- Solnit, Rebecca. Why Republicans Keep Falling for Trump's Lies // The New York Times. — 2022. — 5 January. — ISSN 0362-4331.

### Переводы на русский язык
- Солнит Р. Мужчины учат меня жить = Men Explain Things to Me / пер. с англ. Е. Луцкой. — М.: АСТ, 2021. — 208 с. — (Женский голос). — ISBN 978-5-17-133927-2.